# Nowyzja
Nowyzja (ukrainisch Новиця; russisch Новица/Nowiza, polnisch Nowica) ist ein Dorf in der Westukraine mit etwa 3700 Einwohnern.
Nowyzja liegt am Ufer des Uryw, etwa 27 Kilometer nordwestlich der Oblasthauptstadt Iwano-Frankiwsk und 7 Kilometer südlich der Rajonshauptstadt Kalusch.

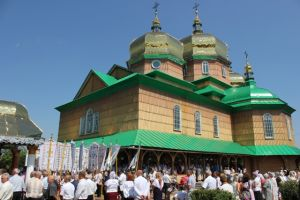
Kirche im Ort

## Geschichte
Der Ort wurde 1367 zum ersten Mal schriftlich erwähnt und lag zunächst in der Adelsrepublik Polen-Litauen in der Woiwodschaft Ruthenien. Von 1772 bis 1918 gehörte er unter seinem polnischen Namen Nowica zum österreichischen Galizien. Nach dem Ende des Ersten Weltkrieges kam der Ort zu Polen und lag hier ab 1921 in der Woiwodschaft Stanislau, Powiat Kałusz, Gmina Nowica. Mit Beginn des Zweiten Weltkriegs wurde der Ort ab September 1939 erst von der Sowjetunion und ab Juni 1941 bis 1944 von Deutschland besetzt, hier wurde der Ort in den Distrikt Galizien eingegliedert.
1944 kam der Ort wiederum zur Sowjetunion, dort wurde sie Teil der Ukrainischen SSR und ist seit 1991 ein Teil der heutigen Ukraine. Der nunmehr Nowyzja genannte Ort wurde während der sowjetischen Zeit 1940 zur Rajonshauptstadt des gleichnamigen Rajons Nowyzja, dieser wurde Ende 1940 aufgelöst und das Gebiet den Rajon Perehinske zugeschlagen.

## Verwaltungsgliederung
Am 9. August 2018 wurde das Dorf zum Zentrum der neu gegründeten Landgemeinde Nowyzja (Новицька сільська громада/Nowyzka silska hromada). Zu dieser zählen auch die 6 Dörfer in der untenstehenden Tabelle aufgelistetenen Dörfer, bis dahin bildete es zusammen mit dem Dorf Selenyj Jar die Landratsgemeinde Nowyzja (Новицька сільська рада/Nowyzka silska rada) im Süden des Rajons Kalusch.
Am 12. Juni 2020 kamen noch die 3 Dörfer Berlohy, Hrabiwka und Sawij zum Gemeindegebiet.
Folgende Orte sind neben dem Hauptort Nowyzja Teil der Gemeinde:
| Name                     | Name             | Name                             | Name                 | Name |
| ukrainisch transkribiert | ukrainisch       | russisch                         | polnisch             |      |
| ------------------------ | ---------------- | -------------------------------- | -------------------- | ---- |
| Bereschnyzja             | Бережниця        | Бережница (Bereschniza)          | Bereżnica-Szlachecka |      |
| Berlohy                  | Берлоги          | Берлоги (Berlogi)                | Berłohy              |      |
| Dobrowljany              | Добровляни       | Добровляны                       | Dobrowlany           |      |
| Hrabiwka                 | Грабівка         | Грабовка (Grabowka)              | Grabówka             |      |
| Pidmychajlja             | Підмихайля       | Подмихайло (Podmichailo)         | Podmichale           |      |
| Sawij                    | Завій            | Завой (Sawoi)                    | Zawój                |      |
| Selenyj Jar              | Зелений Яр       | Зеленый Яр (Seleny Jar)          | Landestreu           |      |
| Serednij Uhryniw         | Середній Угринів | Средний Угринов (Sredni Ugrinow) | Uhrynów Średni       |      |
| Staryj Uhryniw           | Старий Угринів   | Старый Угринов (Stary Ugrinow)   | Uhrynów Stary        |      |